# Nathalie Dechy
Nathalie Dechy, född 21 februari 1979 i Les Abymes, i det franska departementet Guadeloupe i Västindien, är en fransk högerhänt professionell tennisspelare.

## Tenniskarriären
Nathalie Dechy blev professionell WTA-spelare 1995. Hon har till juli 2008 vunnit en singel- och 4 dubbeltitlar på touren. Som bäst rankades hon som nummer 11 i singel (januari 2006) och nummer 8 i dubbel (maj 2007). Bland dubbelmeriterna märks 3 Grand Slam (GS) -titlar, varav en i mixed dubbel. I singel är hennes främsta merit en semifinalplats i Australiska öppna 2005. Hon har till juli 2008 spelat in 3 998 592 US dollar i prispengar.
Som singelspelare har Dechy varit måttligt framgångsrik med en vunnen titel 2003 i Tier III-turneringen i Guldkusten genom finalseger över schweiziskan Marie-Gayanay Mikaelian. Dechy har haft större framgångar i dubbel och under säsongerna 2006 och 2007 vunnit 3 GS-titlar. Den första av dessa, dubbeln i US Open 2006, vann hon tillsammans med ryskan Vera Zvonareva genom finalseger över spelarparet Dinara Safina & Katarina Srebotnik med siffrorna 7-6 7-5. Säsongen 2007 vann hon mixed dubbelfinalen i Franska öppna tillsammans med israelen Andy Ram. De besegrade där Katarina Srebotnik & Nenad Zimonjić med 7-5 6-3. I september 2007 upprepade Dechy sin dubbeltriumf i US Open, denna gång tillsammans med Dinara Safina. I finalen besegrades de taiwanesiska spelarna Chan Yung-jan & Chuang Chia-jung med 6-4 6-2.
Nathalie Dechy har deltagit i det franska Fed Cup-laget 2000-08. Hon har totalt spelat 29 matcher för laget och vunnit 16 av dem. 

## Spelaren och personen
Nathalie Dechy är en typisk baslinjespelare (se artikeln Grundslag). Hennes favoritunderlag är hard-court och hennes främsta slag är smash. 
Båda föräldrarna är idrottslärare, fadern undervisar tennis. Nathalie Dechy gifte sig i september 2004 med Antoine Maitre-Devallon. 

## Grand Slam-titlar
- Franska öppna
  - Mixed dubbel - 2007 (med Andy Ram)
- US Open
  - Dubbel - 2006 (med Vera Zvonareva), 2007 (med Dinara Safina)

## Övriga WTA-titlar
- Singel
  - 2003 - Guldkusten
- Dubbel
  - 2007 - Rom (Italienska öppna med Mara Santangelo),
  - 2002 - Paris [inomhus] (med Meilen Tu)

### Webbkällor
- WTA, spelarprofil